# Worle
Worle – wieś, teraz część miasta Weston-super-Mare, w Anglii, w hrabstwie ceremonialnym Somerset, w dystrykcie (unitary authority) North Somerset. Leży 27 km na południowy zachód od miasta Bristol i 196 km na zachód od Londynu.